# Island6
Das island6 Arts Center (chinesisch 六岛艺术中心) ist eine kreative Plattform und zeitgleich Ausstellungsraum, betrieben von Künstlern in Shanghai, Volksrepublik China. Sie wurde im Jahr 2006 von dem französischen Kurator und Künstler Thomas Charvériat ins Leben gerufen.
Seit April 2006 ist das Art Center im M50-Kunstbezirk in Shanghai vertreten. Das island6 Arts Center konzentriert sich seit 2010 ausschließlich auf das hausinterne Kunstkollektiv Liu Dao.

## Geschichte

### island6 & die Fou Foong Getreidemühle

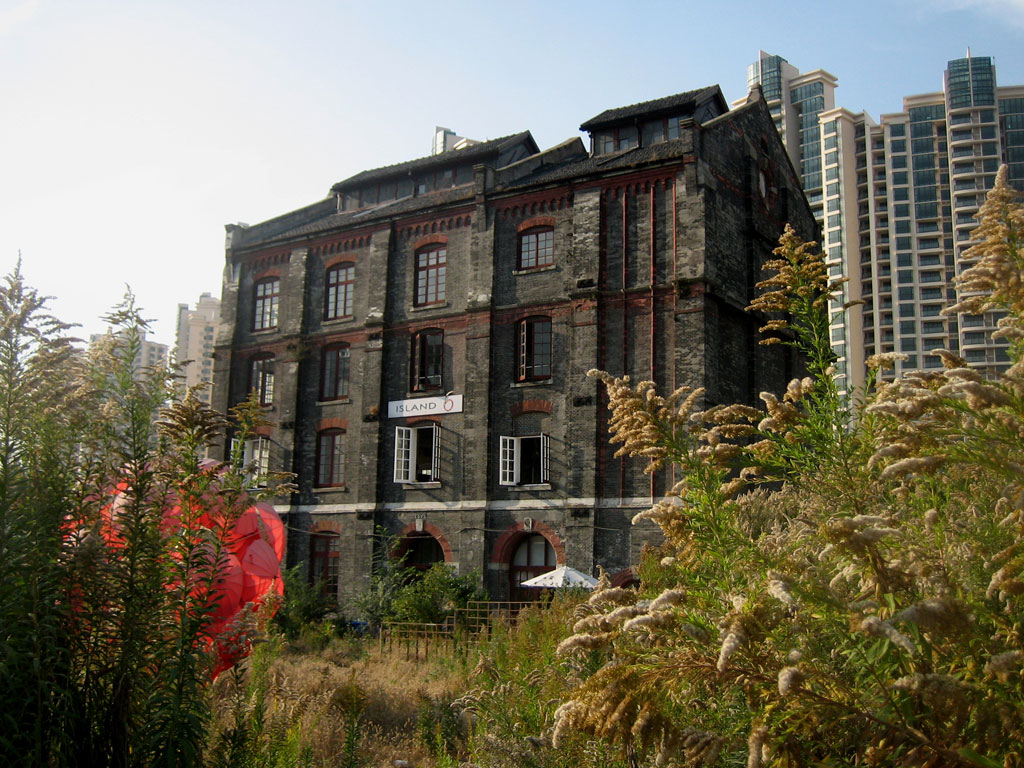
Das ehemalige Mühlengebäude

island6 wurde in der Moganshan Straße Nr. 120 in der Fou Foong Getreidemühle eröffnet. Diese Mühle war im 19. Jahrhundert die größte und modernste Mühle in Asien, da sie die erste mit amerikanischen Maschinenanlagen in China war. Nachdem ein Immobilienunternehmen 2002 die Anlage kaufte, wurden die meisten Silos abgerissen. Architekten und Universitätsprofessoren setzen sich für die Überreste der historischen Industrieanlage von Suzhou Creek ein, sodass einige Gebäude schließlich unter Denkmalschutz gestellt wurden. 2006 wurde die Lagerhalle an Thomas Charvériat, Margherita Salmaso, Rose Tang und Kang Jingfang, die Gründer von island6, vermietet. Die erste, von island6 organisierte Kunstausstellung namens Invisible Layers, Electric Cities (kuratiert von Allard van Hoorn & Margherita Salmaso) öffnete im selben Jahr ihre Türen. Von Juni 2006 bis Juni 2008 übernahm Charvériat die Leitung der Galerie. „In diesen zwei Jahren hat sich island6 als Paradebeispiel für Shanghais Transformation von Alt zu Neu einen ausgezeichneten Namen gemacht.“
island6 musste im Juni 2008 einem Immobilienunternehmen weichen, was zu dem Umzug der Galerie in die Moganshan Straße Nr. 50 führte, wo man von nun an mit der ifa-Galerie zusammenarbeitete.

### island6 & M50
Der neue Ausstellungsraum befindet sich im M50-Kunstbezirk. Der M50-Kunstbezirk liegt an der südlichen Uferseite des Suzhou Flusses. Auf dem Gelände wurde einst die Spinnerei Xinhe errichtet. Mit Beginn der Kooperation von island6 und der ifa gallery folgte eine Serie von gemeinsamen Ausstellungen. 2009 übernahm dann Thomas Charvériat mit Hilfe von Zane Mellupe die Leitung des Ausstellungsraumes. Im Jahr 2007 gründete island6 die Multimedia-Kunst-Gruppe Liu Dao. Unter diesem Namen arbeiten Performance-, Klang-, Fotografie- sowie Videokünstler zusammen mit Technikern an der Schaffung elektronischer Kunst. 2015 wurde die Galerie als „Best Art Gallery“ in City Weekend Reader’s Choice Awards aufgeführt.
Bis heute hat island6 in mehr als 70 Ausstellungen die Werke von etwa 500 Künstlern aus 21 verschiedenen Ländern ausgestellt, sponserte 139 Artist in Residency-Programme und half bei der Schaffung von rund 2000 Kunstprojekten.

## Liu Dao
Das Künstlerkollektiv Liu Dao ist die produktivste und ergiebigste Präsenz des island6 Arts Center. In ihren Werken verwandeln die Künstler Videoaufnahmen von simplen Bewegungen in animierte Sequenzen. So entstehen verführerische LED-Darstellungen, die sich in ihrer eigenen Realität oszillierend bewegen. Liu Daos Werke ermutigen zur Interaktion, sprechen den Voyeur im Betrachter an und thematisieren die Stadtentwicklung, die chinesische Kultur Geschichte sowie Tradition versus Moderne und Technologie. Aufgrund des Erfolgskonzepts von Liu Dao stellt island6 seit einigen Jahren ausschließlich das Künstlerkollektiv in der hausinternen Galerie aus.

## Kollaborationen
Island6 hat mit mehreren prominenten Marken zusammen gearbeitet. 2010 resultierte aus der Zusammenarbeit mit Louis Vuitton die Teilnahme an der Raining Stars Ausstellung in der Louis Vuitton Maison Gallery at One Central Macau.
Im Mai 2010 hat die Red Gate Gallery, Peking, Island6 dazu eingeladen, Liu Dao's Arbeiten in der Hong Kong Art Fair 2010 zu zeigen, was dazu führte, dass die Red Gate Gallery der Vertreter von Island6 hausinternem Kunstkollektiv Liu Dao für die White Rabbit Collection in Sydney 2010 wurde, als auch für die SH Contemporary Art Fair 2011. Die Partnerschaft zeigte sich ergiebig und führte zu weiteren Ausstellungen wie Garden of Autumn Vapours 2010 und Everyday Frenzies 2011 in Beijing’s Green T. House. 2012 kuratierte die Red Gate Gallery eine Ausstellung für Island6’s Liu Dao Künstlerkollektiv in Swire Hotels in Peking. Im Juni 2013 hatte Island6 dann eine Solo Show in der Red Gate Gallery.

## Beachtenswerte Ausstellungen (2006–2013)
| Jahr | Titel                                               | Kurzbeschreibung |
| ---- | --------------------------------------------------- | --- |
| 2006 | „Invisible Layers, Electric Cities“                 | Die allererste island6 Ausstellung, „Invisible Layers, Electric Cities“ war das kreative Resultat der Zusammenarbeit von 15 internationalen Künstlern, darunter Constantino Ciero (der später Teil der permanenten Ausstellung des Museum FLUXUS+ wurde), Thomas Charvériat und Lee Walton. Die Werke spiegelten das Thema Stadtplanung im Rahmen der Realität wider.                                            |
| 2008 | „Clouds Of Crowds“                                  | Die letzte Ausstellung im Anfangsgebäude von island6, der Fou Foong Flour Mühle, erforschte die Themen Zeit, Raum und Umwelt. Mit Hilfe von island6 Lab, bildenden Künstlern, Sound Designer und einem hervorragenden Auftritt des Electro-Acts Acid Pony Club, wurde eine Serie von interaktiven Skulpturen präsentiert, die die Sinne erwecken ließ.                                                           |
| 2008 | „Urban Lust“                                        | „Urban Lust“ war die erste Ausstellung im neuen Hause von island6 in der Moganshan Lu 50. Zusammen mit der Ifa Galerie zeigte island6 dreiundzwanzig Künstler, die von diversen kulturelle Hintergründen stammten. Die Ausstellung untersuchte das Thema Begierde, stellte Definitionen bereit und zeigte Berührungspunkte im alltäglichen Leben der städtischen Bevölkerung in Schanghai auf.                   |
| 2009 | „The Artist Died Yesterday“                         | „The Artist Died Yesterday“ war eine Gruppenausstellung, die als Reaktion auf das Internet und dessen Sicht auf „bezahlbare Kunst“ konzipiert wurde. Die Ausstellung, die die ständig wechselnden Erwartungen von Kunstsammlern und die Rolle des Künstlers heutzutage kritisch betrachtete, war auch Teil des Jue Festivals 2009.                                                                               |
| 2010 | „Prophecies“                                        | „Prophecies“ war die fünfte Ausstellung von island6 im Jahre 2010 und eine multimediale Veranstaltung, die die Macht der Zukunft beurteilte. Man ging von der Annahme aus, dass alle Anwesenden prophetische Kräfte entwickeln könnten. Wie ein Kunstwerk, so ist auch die Zukunft etwas vorgestelltes, konzipiertes, und letztlich kreiertes.                                                                   |
| 2011 | „Spring Floods and Peach Petals“ mit The Arts House | Zum ersten Mal reiste die Kunst von island6 nach Singapur. Spring Floods war eine Kollaboration zwischen island6 und The Arts House. Gezeigt wurden dreizehn neue Kunstwerke, die die Themen der traditionellen Shan Shui Kunst zeigten. |
| 2011 | „SHContemporary 2011“ mit Red Gate Gallery          | Für die SHContemporary 2011, wurde island6 von der Red Gate Gallery in Peking vertreten. Brian Wallace's Galerie repräsentiert seit Jahren erfolgreich den Aufschwung Asiatischer Kunst in der Welt. |
| 2011 | „Far Beyond The Firewall“                           | Die 58. Ausstellung von island6 erforschte den Kontrast zwischen Einheimischen und Zugereisten im Alltagsleben Chinas durch eine komparative Studie über die Verbrauchergewohnheiten der westlichen und asiatischen Kulturen. |
| 2011 | „Goddamned Shanghai“                                | Dies war die erste von zwei Ausstellungen, die die 1930er Jahre in Shanghai thematisierten. „Goddamned Shanghai“'s Kunstwerke überblendeten traditionelle mit neuen Medien. |
| 2012 | „Across The Waibaidu“                               | Als eine Verlängerung von „Goddamned Shanghai“, ging die erste Ausstellung im Jahre 2012 historisch auf die 1940er ein und drang noch tiefer in die kulturellen Diskrepanzen zwischen Ost und West ein. |
| 2012 | „Them That Glide Past Our Windows“                  | „Them That Glide Past Our Windows“ konzentrierte sich auf die surrealistische Beschaffenheit des Kunstkollektivs Liu Dao. Während der Eröffnung sorgte eine Nebelmaschine für eine dichte Rauchwolke, die durch die Galerie in der Moganshan Lu zog. |
| 2012 | „island6 for Chivas Collective“                     | 2012 organisierte Chivas Collective eine hochkarätige Veranstaltung bei Three On The Bund. Den Gästen wurde eine Fusion von kulinarischen Genüssen, Musik und Kunst serviert. Für diese Veranstaltung wurde island6 eingeladen um LED- und LCD-Kunst live vor Ort aufzunehmen. Die Besucher wurden vor die Kamera gebeten und erschienen danach in den Kunstwerken.                                              |
| 2012 | „Dripping With Aurum“                               | Alles was glänzt ist Gold, das war das Motto der Eröffnung der neuen Galerie von island6 in Hong Kong. Für „Dripping With Aurum“ wurden eigens angefertigte Kunstwerke aus Schanghai geliefert um die frisch ausgemalten Wände zu schmücken. |
| 2012 | „The Secret Collection of Yüan Meng Ch'ien“         | „The Secret Collection of Yüan Meng Ch'ien“ war die dunkle Fortsetzung zu „island of Oddities“ aus demselben Jahr, bei der eine Verschmelzung des traditionellen Papierschnitts mit modernen Medien wie LED, Fotografie und Video stattfand. |
| 2013 | „Need.Want.Hunt.“                                   | Die erste Ausstellung im Jahre 2013 stand ganz im Zeichen der Instinkte, die die Menschen der Großstadt neu definieren müssen. Die extreme Urbanisierung Chinas, und ganz im Speziellen Schanghai, fordert täglich neue Überlebensstrategien, und mit „Need.Want.Hunt.“ stieg Liu Dao hoch auf die Spitzen der Wolkenkratzer und kletterte zeitgleich ganz tief unter die Fundamente der städtischen Baustellen. |
| 2013 | „Body-City-Mechanism“                               | Die Untersuchung des urbanen Lebens fand in „Body-City-Mechanism“ seine Fortsetzung, diesmal allerdings ging es dem Künstlerkollektiv um die lebendigen Pulse der Stadt, um die Interaktion von Natur und der vitalen Aussagekraft, die Schanghai gar ein eigenes Leben einhaucht. |